# Eriopyga tepens
Eriopyga tepens là một loài bướm đêm trong họ Noctuidae.